# Sándor Prokopp
Sándor István János Prokopp (* 7. Mai 1887 in Kassa, Königreich Ungarn; † 4. November 1964 in Budapest) war ein ungarischer Sportschütze.

## Erfolge
Sándor Prokopp nahm an drei Olympischen Spielen teil. Bei den Olympischen Spielen 1908 in London belegte er mit dem Freien Gewehr im Dreistellungskampf den 43. Platz. 1912 verlief der Dreistellungskampf, diesmal mit dem Armeegewehr, deutlich besser, denn mit 97 Punkten erzielte er den Bestwert und wurde somit Olympiasieger. Die Spiele 1924 in Paris schloss er mit dem freien Gewehr im liegenden Anschlag auf Rang 55 und mit der Schnellfeuerpistole auf Rang 53 ab. Zudem war er Teil der ungarischen Mannschaft in der Konkurrenz mit dem freien Gewehr.
Prokopp, der im heutigen Košice geboren wurde, zog als Kind nach Budapest. Dort studierte er Rechtswissenschaften und promovierte in dem Fach. In Budapest bekleidete er verschiedene Posten in der öffentlichen Verwaltung. So war er in seinen letzten zehn Berufsjahren für die rechtlichen Belange des Budapester Straßen- und Abwasseramtes zuständig.